# Internationales Sozialrecht
Das Internationale Sozialrecht (fachsprachliche Abkürzung: ISR) umfasst die Rechtsnormen, die sich mit der Kollision nationaler Sozialrechtsregime befassen. Normen des Internationalen Sozialrechts regeln, welches innerstaatliche Recht auf einen Sachverhalt anzuwenden ist, der nationalstaatliche Grenzen überschreitet. Auf einen solchen Sachverhalt kann innerstaatliches Recht oder Völkerrecht anwendbar sein (zwischenstaatliche Abkommen oder das supranationale Recht der Europäischen Union). Im ersten Fall nimmt der Begriff des Internationalen Sozialrechts auf den des Internationalen Privatrechts Bezug. Beispiele hierfür sind die Entsendung von Beschäftigten im Rahmen von Arbeitsverhältnissen in ein anderes Land oder generell der Aufenthalt als Tourist oder als Migrant in einem anderen als dem Heimatland, wo ein anderes oder möglicherweise gar kein nennenswertes soziales Sicherungssystem besteht. Hier ist die Frage zu regeln, ob bei einer Beschäftigung Beiträge zur Sozialversicherung zu leisten sind und falls ja, an welche, und welche Stelle die von dem Betroffenen benötigten Leistungen beispielsweise zur Krankenbehandlung oder zur Grundsicherung zu erbringen hat. Danach bestimmt sich also, zu welchem nationalen Sozialsystem jemand Zugang hat. Nicht zuletzt weist auch das Recht der Kinder- und Jugendhilfe internationale und transnationale Bezüge auf. Der wichtigste Fall des sozialrechtlichen Völkerrechts ist das Europäische Sozialrecht. Es dient dazu, die sozialen Sicherungssysteme der Mitgliedstaaten der Europäischen Union zu koordinieren, zu standardisieren und zu harmonisieren.

## Deutschland

### Grundsatz
Ausgangspunkt im deutschen Recht für die Behandlung grenzübergreifender Sachverhalte ist § 30 SGB I, das das Territorialitätsprinzip (seltener: Territorialprinzip) vorsieht. Das deutsche Sozialrecht ist demnach grundsätzlich anzuwenden, wenn ein Betroffener seinen Wohnsitz oder seinen gewöhnlichen Aufenthalt im Geltungsbereich des Sozialgesetzbuchs hat, soweit sich nicht aus dem über- oder zwischenstaatlichen Recht etwas anderes ergibt. Europäisches Recht und Völkerrecht gehen also vor (insbesondere Sozialversicherungsabkommen), aber auch abweichende Regelungen in anderen Büchern des Sozialgesetzbuchs oder in Gesetzen, die bis zu ihrer Einordnung in das SGB als dessen besondere Teile gelten, § 37 Satz 1, § 68 SGB I. Zum Beispiel kann unter bestimmten Umständen Sozialhilfe auch an Deutsche gezahlt werden, die sich im Ausland aufhalten, § 24 SGB XII.

### Sozialversicherung
Für die Sozialversicherung enthalten die §§ 1–6 SGB IV  besondere Vorschriften. Die „Versicherungspflicht und die Versicherungsberechtigung“ bei einer Entsendung ins Ausland richten sich, „soweit sie eine Beschäftigung oder eine selbständige Tätigkeit voraussetzen“, danach, ob die Beschäftigung oder die selbständige Tätigkeit im Geltungsbereich des Sozialgesetzbuchs erfolgt; in den anderen Fällen verbleibt es beim Territorialitätsprinzip, § 3 SGB IV. Weiterhin gelten die Vorschriften über die Versicherungspflicht und die Versicherungsberechtigung für eine Beschäftigung oder für eine selbständige Tätigkeit nach deutschem Recht auch, wenn der Betroffene zeitlich befristet im Ausland tätig wird (sogenannte Ausstrahlung). Umgekehrt unterliegen Beschäftigte oder selbständig Tätige dem deutschen Sozialrecht nicht, wenn sie zeitlich befristet nach Deutschland entsandt werden (Einstrahlung). Die zeitliche Befristung kann sich aus der Eigenart der Beschäftigung oder der Tätigkeit oder aus Vertrag ergeben. Ausstrahlung und Einstrahlung sind Ausnahmen vom Beschäftigungsortprinzip des § 3 SGB IV. Auch hier gehen über- und zwischenstaatliches Recht vor, §§ 4–6 SGB IV. Da das immer häufiger der Fall ist, schwindet die Bedeutung dieser Regeln zunehmend.
Darüber hinaus gibt es Bestimmungen, die den besonderen Belangen des jeweiligen Sozialversicherungszweigs geschuldet sind und die den vorstehenden allgemeinen Regeln des innerstaatlichen Rechts vorgehen. Auch sie werden aber durch über- und zwischenstaatliches Recht verdrängt, insbesondere durch das Europäische Sozialrecht und durch Sozialversicherungsabkommen.
- Das Ruhen von Leistungsansprüchen ist gemäß § 16 Abs. 1 S. 1 Nr. 1 SGB V in der Gesetzlichen Krankenversicherung der Grundsatz für Fälle mit Auslandsbezug. Ins Ausland entsandte Arbeitnehmer und mitversicherte Familienmitglieder sind im Ausland über den Arbeitgeber zu versorgen, der wiederum von der Krankenkasse Erstattung der Kosten verlangen kann, § 17 SGB V. Wenn eine Krankenbehandlung nur außerhalb der EU zu erlangen ist, kann die Krankenkasse die dafür entstehenden Kosten übernehmen, § 18 SGB V. Die Kostenerstattung ist jeweils auf die Höhe für eine Behandlung im Inland beschränkt.
- Die Leistungsansprüche gegen die Soziale Pflegeversicherung ruhen gemäß § 34 Abs. 1 Nr. 1 SGB XI, solange sich ein Versicherter im Ausland aufhält. Pflegegeld wird bei einem vorübergehenden Auslandsaufenthalt bis zu sechs Wochen weiter gezahlt, Sachleistungen jedoch nur, wenn eine Pflegekraft, die ansonsten die Pflegesachleistung erbringt, den Pflegebedürftigen ins Ausland begleitet. Dem war ein vielbeachtetes Urteil des Europäischen Gerichtshofs vorausgegangen.[5]
- Die Träger der Gesetzlichen Unfallversicherung haben freiwillige Auslandsversicherungen (AUV) eingerichtet, an denen Unternehmer auf Antrag teilnehmen können, §§ 140–142 SGB VII. Die Versicherung greift ergänzend ein, wenn der Versicherungsschutz im Rahmen der Ausstrahlung nicht oder nicht mehr besteht oder wenn es für den Entsendungsort kein Sozialversicherungsabkommen gibt und auch das Europäische Sozialrecht nicht eingreift.[6] Der wichtigste Fall ist insoweit die Entsendung zu einem Tochterunternehmen mit ausländischem Arbeitsvertrag bei gleichzeitigem Ruhen des inländischen Arbeitsverhältnisses. Leistungen der Unfallversicherung werden nach Maßgabe von § 97 SGB VII auch in das Ausland erbracht.
- Die Gesetzliche Rentenversicherung zahlt Renten ins Ausland gemäß §§ 110ff. SGB VI.

## Völkerrecht
Die soziale Sicherheit ist als Menschenrecht in Art. 22 der Allgemeinen Erklärung der Menschenrechte der Vereinten Nationen von 1948 verbürgt. Dort heißt es: „Jeder hat als Mitglied der Gesellschaft das Recht auf soziale Sicherheit und Anspruch darauf, durch innerstaatliche Maßnahmen und internationale Zusammenarbeit sowie unter Berücksichtigung der Organisation und der Mittel jedes Staates in den Genuß der wirtschaftlichen, sozialen und kulturellen Rechte zu gelangen, die für seine Würde und die freie Entwicklung seiner Persönlichkeit unentbehrlich sind.“ Das innerstaatliche Recht der sozialen Sicherungssysteme ist vom internationalen Recht überlagert und – systemtheoretisch gesprochen – „programmiert“. Das heißt, die Menschenrechte und weitere Übereinkommen, Empfehlungen und bestimmte völkerrechtliche Verträge sind „Prinzipienerklärungen“ und „Gesetzgebungsaufträge“ zur Ausgestaltung des nationalen Sozialrechts. Sie finden sich in Beschlüssen und Verträgen der Vereinten Nationen und ihrer Sonderorganisationen, insbesondere in den Internationalen Arbeitsstandards („Internationales Arbeitsgesetzbuch“) der Internationalen Arbeitsorganisation (IAO) ebenso wie in der Europäischen Sozialcharta des Europarats von 1961.
Besonders augenscheinlich geworden ist die Bedeutung des Völkerrechts für das Sozialrecht durch das Inkrafttreten der UN-Behindertenrechtskonvention (UN-BRK), die durch das Bundesteilhabegesetz 2016 in nationales Recht umgesetzt wurde. Im Übrigen ist die UN-BKR „als Auslegungshilfe für die Bestimmung von Inhalt und Reichweite der Grundrechte“ heranzuziehen.
Die Verbindungsstellen der Sozialversicherungsträger sind Ansprechpartner für Versicherte, Unternehmer, andere Sozialleistungsträger und alle anderen Stellen zur Durchführung internationaler Abkommen auf dem Gebiet des Sozialrechts, soweit das durch über- oder zwischenstaatliches Recht bestimmt ist (Deutsche Verbindungsstelle Krankenversicherung – Ausland, § 219a SGB V; jeder Träger der gesetzlichen Rentenversicherung ist Verbindungsstelle, § 127a SGB VI; Deutsche Verbindungsstelle Unfallversicherung – Ausland, § 139a SGB VII).

## Europäisches Sozialrecht
Das Europäische Sozialrecht ist ein supranationales Sonderrecht für grenzüberschreitende Sachverhalte innerhalb der Europäischen Union. Die EU ist eine Rechts- und Wirtschaftsunion, keine Sozialunion. Die Grundfreiheiten des Unionsrechts (Personenfreizügigkeit, Warenverkehrsfreiheit, Dienstleistungsfreiheit, Kapital- und Zahlungsverkehrsfreiheit) dienen der Verwirklichung des Binnenmarkts. Für sozialrechtliche Fälle sind Artt. 45 ff, 151–161 AEUV maßgeblich. Ein eigenes europäisches Sozialversicherungsrecht mit einer eigenen Sozialverwaltung wurde nicht begründet. Man beschränkt sich stattdessen darauf, die sozialen Sicherungssysteme zu koordinieren, zu standardisieren und zu harmonisieren.
Für die Freizügigkeit von Arbeitnehmern wurde die Verordnung (EWG) Nr. 1612/68 geschaffen. Für die Wanderarbeitnehmer gilt seit 1971 die Verordnung (EWG) Nr. 1408/71 und die Durchführungsverordnung (EWG) Nr. 574/72. Seit Mai 2010 wurden diese durch die Verordnung (EG) Nr. 883/2004 und die Durchführungsverordnung (EG) Nr. 987/2009 für Unionsbürger ersetzt. Für Nicht-EU-Bürger gilt VO Nr. 1408/71 fort.
Zu regeln sind aber auch andere Bereiche der sozialen Sicherung. So ist insbesondere in der Gesetzlichen Krankenversicherung die Frage des Exports von Leistungen als Ausfluss der Dienstleistungsfreiheit diskutiert worden. Die Pflichtmitgliedschaft der Unternehmer in den gewerblichen Berufsgenossenschaften wurde ebenfalls am Europarecht gemessen. Im Recht der Grundsicherung war die Frage zu klären, ob es mit Unionsrecht zu vereinbaren sei, EU-Ausländer von der Gewährung existenzsichernder Leistungen auszuschließen. Im Zusammenhang mit dem Kindergeld wurde diskutiert, ob es zu einer „Einwanderung in die Sozialsysteme“ komme, was dafür sprechen könnte, bestimmte Sachverhalte auszunehmen. Die EU-Kommission war im Jahr 2013 zu dem Ergebnis gekommen, dass die These in Bezug auf die Erweiterung der EU um Rumänien und Bulgarien 2007 nicht zu belegen war.

## Internationales Sozialrecht als Wissenschaft
Die Münchener Projektgruppe von Hans F. Zacher wurde 1976 gegründet und 1980 in das Max-Planck-Institut für ausländisches und internationales Sozialrecht überführt. Seit 2011 trägt es den Namen Max-Planck-Institut für Sozialrecht und Sozialpolitik. Die offizielle Eröffnung des Instituts fand am 3. Juni 1982 statt.
Die jüngere Diskussion verarbeitet die Auswirkungen der Globalisierung und erweitert dabei die Geltung von sozialen Standards von der nationalstaatlichen auf die internationale Ebene. Menschenrechtsverletzungen durch private Akteure führen zunehmend zu einer Debatte über die Durchsetzung sozialer Rechte im internationalen und transnationalen Raum.

### Lehrbücher und Handbücher
- Eberhard Eichenhofer: Sozialrecht. 10., neubearbeitete  Auflage. Mohr Siebeck, Tübingen 2017, ISBN 978-3-16-155319-6, § 4.
- Stefan Muckel, Markus Ogorek: Sozialrecht. In: Grundrisse des Rechts. 4., neu bearbeitete  Auflage. Beck, München 2011, ISBN 978-3-406-62637-1, §§ 19, 20.
- Franz Ruland, Ulrich Becker, Peter Axer (Hrsg.): Sozialrechtshandbuch. SRH. 6. Auflage. Nomos, Baden-Baden 2018, ISBN 978-3-8487-2792-6, §§ 33–37.
- Michael Stolleis: Geschichte des Sozialrechts in Deutschland. Ein Grundriss. 1. Auflage. Lucius und Lucius, Stuttgart 2003, ISBN 3-8252-2426-0, S. 314–320 (leibniz-publik.de).
- Raimund Waltermann: Sozialrecht. 13., neu bearbeitete  Auflage. C.F. Müller, Heidelberg 2018, ISBN 978-3-8114-9586-9, § 6.

### Innerstaatliches Recht und Völkerrecht
- Eberhard Eichenhofer: Soziale Menschenrechte im Völker-, europäischen und deutschen Recht. Mohr Siebeck, Tübingen 2012, ISBN 978-3-16-152244-4.
- Dorothee Frings, Constanze Janda, Stefan Keßler, Eva Steffen: Sozialrecht für Zuwanderer. 2. Auflage. Nomos, Baden-Baden 2018, ISBN 978-3-8487-3382-8.
- Markus Glaser: Internationales Sozialverwaltungsrecht. In: Christoph Möllers, Andreas Voßkuhle, Christian Walter (Hrsg.): Internationales Verwaltungsrecht. Mohr Siebeck, Tübingen 2007, ISBN 978-3-16-151155-4, doi:10.1628/978-3-16-151155-4 (mohrsiebeck.com [abgerufen am 21. April 2021] Jus Internationale et Europaeum, 16).
- Constanze Janda: Soziale Sicherung für Migranten unter besonderer Berücksichtigung der Unionsbürgerschaft. In: Kritische Vierteljahresschrift für Gesetzgebung und Rechtswissenschaft. Band 94, Nr. 3, 2011, ISSN 2193-7869, S. 275–294, doi:10.5771/2193-7869-2011-3-275 (nomos-elibrary.de [abgerufen am 18. Februar 2019]).
- Constanze Janda: Migranten im Sozialstaat. Mohr Siebeck, Tübingen 2012, ISBN 978-3-16-151933-8 (Zugl.: Jena, Univ., Habil.-Schr., 2012).
- Hans Friedrich Zacher: Grundfragen des internationalen Sozialrechts. In: Bernd Baron von Maydell, Eberhard Eichenhofer (Hrsg.): Abhandlungen zum Sozialrecht. C. F. Müller Juristischer Verlag, Heidelberg 1993, ISBN 3-8114-3593-0, S. 431–454, doi:10.5282/ubm/epub.9996 (uni-muenchen.de [abgerufen am 7. Februar 2019]).

### Europäisches Sozialrecht
- Eberhard Eichenhofer: Sozialrecht der Europäischen Union. 7. neu bearbeitete  Auflage. Erich Schmidt Verlag, Berlin 2018, ISBN 978-3-503-18152-0.
- Maximilian Fuchs (Hrsg.): Europäisches Sozialrecht. 7. Auflage. Nomos, Manz, Helbing Lichtenhahn, Baden-Baden, Wien, Basel 2018, ISBN 978-3-8487-4305-6.
- Görg Haverkate, Stefan Huster: Europäisches Sozialrecht. Eine Einführung. Nomos, Baden-Baden 1999, ISBN 3-7890-5907-2.